# Circuito de Mont-Tremblant
Circuito de Mont-Tremblant é um circuito que tem 4,26 km (2,65 milhas), e fica cerca de 13 km (8,1 milhas) ao sul da vila de Mont-Tremblant, Quebec, Canadá. O nome da aldeia de Saint-Jovite foi muitas vezes incluído no nome do circuito, mas a aldeia foi reunida em 2000 em Mont-Tremblant para que ele não existe mais como uma entidade independente.

## História
A primeira das duas partes do circuito foi construído em 1964 e prorrogado por mais um quilômetro até setembro de 1965. A extensão destaque longas rectas e em virtude do terreno, uma pequena colina. Apelidado de "o corcunda" que ganhou o status lendário durante o inaugural de 1966 Can Am corrida.  Dois motoristas em prática encontraram seus carros, tanto perto idêntico Lola T70S, lançou-se no ar. Ambos os pilotos saiu ileso, mas foram incapazes de competir na corrida. Os invernos canadenses rapidamente prestados superfície da pista muito acidentado, no entanto, e como resultado, a taxa de atrito foi bastante elevada nos dois Fórmula Eventos [Grand Prix] canadenses [] encenadas aqui. Dos 40 carros inscritos nas duas corridas (20 cada, em 1968 e 1970), 21 chegaram a bandeira quadriculada (com apenas 16 classificados - o resto terminando muito atrás dos vencedores de corrida).

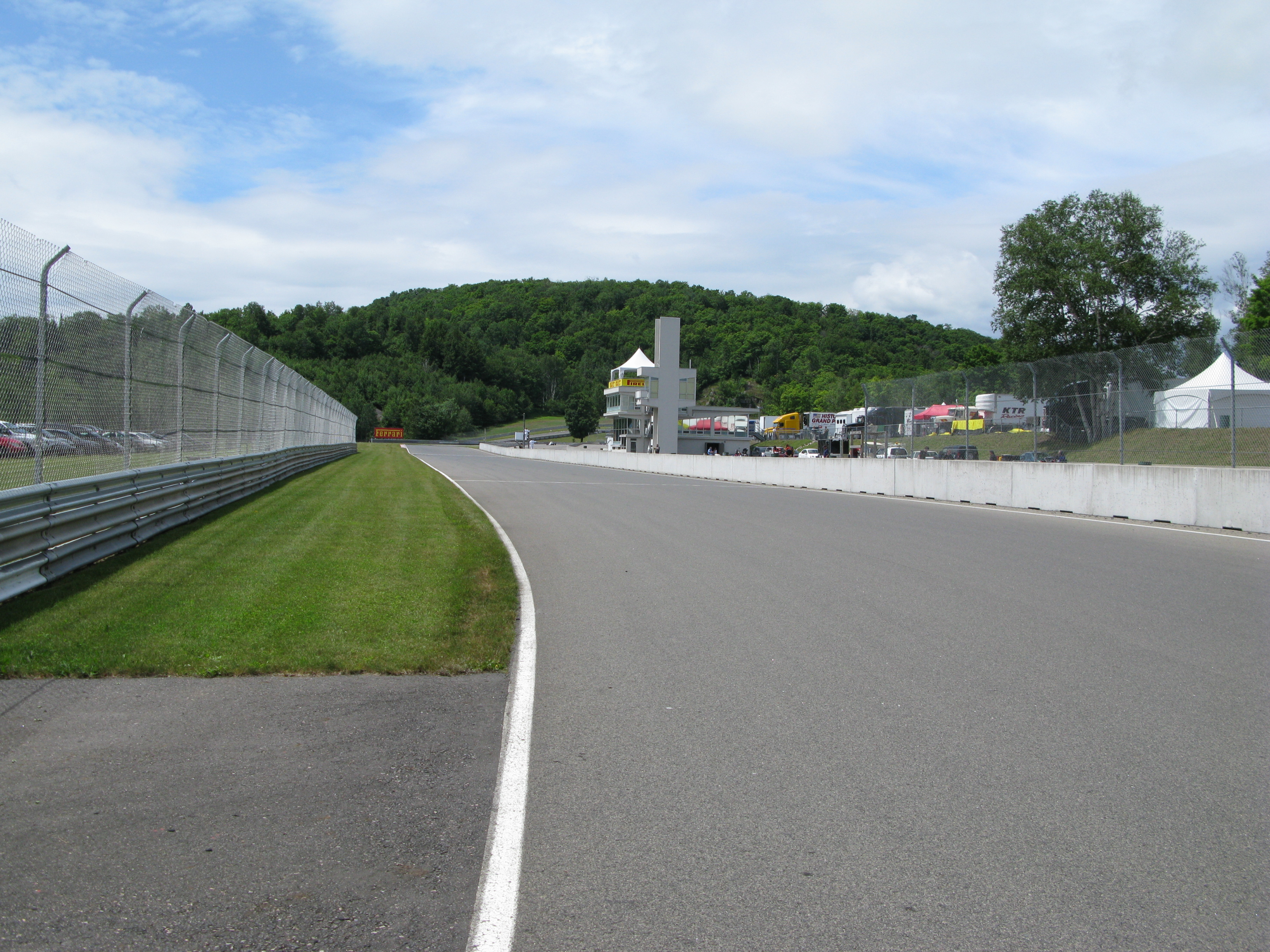
A torre de controle e recta da meta, olhando para o oeste contra o fluxo do circuito, em direção ao canto Namerow.

O complexo faixa foi comprada pelo magnata da moda Montreal baseado em Lawrence Passeie em 2000, que bateu pista arquitecto Alan Wilson para redesenhar o circuito, com o objectivo de modernizar a sua função de segurança conformidade com os atuais FIA regulamentos.  A reabilitação resultando forçado o parque de fechar para todo o 2000 e 2001 estações. 
A grande reforma do circuito em 2004 permitiu corridas carros desportivos mais nacionais e continentais a ser realizada. Pit estrada foi alongada e alargada com uma nova saída do poço, enquanto que a reta pit foi ampliado para 12 m (40 ft). A chicane foi adicionado no Ligue 2, enquanto voltas 6 e 10 foram modificadas para criar dois circuitos separados que podem ser executados simultaneamente. O corcunda assinatura foi reduzida 3,5 m (10 ft) para a segurança, enquanto Namerow canto foi modificado para escoamento.
Em 1 º de julho de 2007, Mont-Tremblant  sediou uma rodada do Champ Car World Series, marcando a série primeira corrida  no circuito desde que os carros da Indy competiu lá em 1967 e 1968, quando Mario Andretti ganhou todas as quatro corridas.  a corrida contou com muitas mudanças na liderança e terminou em tempo de chuva, com Robert Doornbos sair vitorioso. Nesta corrida, piloto francês Tristan Gommendy definir o recorde da pista, com um tempo de 1.16.776 em um Panoz DP01.

## Vencedores

### Fórmula 1
| Ano               | Piloto      | Chassi/Motor | Resumo   |
| ----------------- | ----------- | ------------ | -------- |
| 1968              | Denny Hulme | Brabham-Ford | Detalhes |
| Não houve em 1969 |             |              |          |
| 1970              | Jacky Ickx  | Ferrari      | Detalhes |

### Champ Car
| Ano  | Corrida                             | Piloto          | Equipe           | Chassi | Motor    |
| ---- | ----------------------------------- | --------------- | ---------------- | ------ | -------- |
| 2007 | Mont-Tremblant Champ Car Grand Prix | Robert Doornbos | Minardi Team USA | Panoz  | Cosworth |